# Châu Mỹ thuộc Anh
Châu Mỹ thuộc Anh (tiếng Anh: British America) bao gồm các lãnh thổ thuộc địa của Đế quốc Anh ở Bắc Mỹ, Bermuda, Trung Mỹ, Caribe và Guyana từ năm 1607 đến 1783. Các thuộc địa của Mỹ được chính thức gọi là Châu Mỹ thuộc Anh và Tây Ấn thuộc Anh (tiếng Anh: British America and the British West Indies) trước khi Mười ba thuộc địa tuyên bố độc lập tại Chiến tranh Cách mạng Mỹ (1775–1783) và thành lập Hợp chúng quốc Hoa Kỳ. Sau đó, thuật ngữ Bắc Mỹ thuộc Anh được sử dụng để mô tả phần còn lại của các thuộc địa lục địa Bắc Mỹ thuộc Anh. Thuật ngữ đó lần đầu tiên được sử dụng không chính thức vào năm 1783 vào cuối Cách mạng Mỹ, nhưng nó không phổ biến trước Báo cáo về các vấn đề của Bắc Mỹ thuộc Anh (1839), được gọi là Báo cáo Durham.
Mỹ thuộc Anh đã giành được một lượng lớn lãnh thổ mới sau Hiệp định Paris năm 1763 chấm dứt Chiến tranh Pháp và người da đỏ ở châu Mỹ, và chấm dứt sự can dự của Anh vào Chiến tranh Bảy năm ở châu Âu. Khi bắt đầu Chiến tranh Cách mạng năm 1775, Đế quốc Anh bao gồm 20 thuộc địa ở phía bắc và phía đông của Tây Ban Nha mới, bao gồm các khu vực của Mexico và Tây Hoa Kỳ. Đông và Tây Florida đã được nhượng lại cho Vương quốc Tây Ban Nha trong Hiệp định Paris năm 1783 chấm dứt Cách mạng Mỹ, và sau đó được Tây Ban Nha nhượng lại cho Hoa Kỳ vào năm 1819 sau khi các hiệp ước đàm phán giải quyết biên giới Tây Nam cũ với Florida thuộc Tây Ban Nha (miền đông Louisiana, miền nam Alabama, Mississippi và miền tây Georgia). Các thuộc địa lục địa còn lại của Bắc Mỹ thuộc Anh về phía đông bắc đã hình thành nên sự thống trị của Canada bằng cách thống nhất các tỉnh từ năm 1867 đến 1873. Sự thống trị của Newfoundland ở phía đông và sáp nhập vào Canada vào năm 1949.

## Lịch sử
Một số thuộc địa Anh được thành lập ở Bắc Mỹ giữa 1606 và 1670 bởi các cá nhân và công ty mà các nhà đầu tư dự kiến sẽ gặt hái phần thưởng từ đầu cơ của họ. Họ đã được Vua James I, Charles I, Quốc hội, và Charles II cấp phép thương mại. Việc định cư vĩnh viễn đầu tiên được thành lập năm 1607 trên sông James tại Jamestown, Virginia thượng lưu từ vịnh Chesapeake của Công ty London. Điều này được theo sau vào năm 1620 khi những người hành hương thành lập khu định cư Plymouth ở New England. Người Công giáo Anh định cư tại tỉnh Maryland năm 1634, với Cecilus Calvert, Nam tước thứ hai của Baltimore.

## Thuộc địa Bắc Mỹ năm 1775

### Mười ba thuộc địa
Mười ba thuộc địa hình thành các quốc gia ban đầu của Hoa Kỳ:

#### Thuộc địaTân Anh
- Vịnh Massachusetts
- Tỉnh Tân Hampshire
- Thuộc địa Đảo Rhode và thuộc địa Plantations
- Thuộc địa Connecticut

#### Thuộc địa Trung
- Tỉnh New York
- Tỉnh New Jersey
- Tỉnh Pennsylvania
- Thuộc địa Delaware
- Thuộc địa phía Nam
- Tỉnh Maryland
- Thuộc địa Virginia
- Tỉnh Bắc Carolina
- Tỉnh Nam Carolina
- Tỉnh Georgia

### Các thuộc địa cũ của Pháp và Florida
Một số thuộc địa và lãnh thổ của Anh được cai trị bởi Anh từ năm 1763 sau Chiến tranh Bảy năm, nhưng đã được nhượng lại cho Tây Ban Nha (Floridas) hoặc Hoa Kỳ (Khu bảo tồn da đỏ và Tây Nam Québec). Những thuộc địa khác đã trở thành một phần của Canada.
Lãnh thổ đã trở thành một phần của Hoa Kỳ:
- Đông Florida
- Tây Florida
- Khu bảo tồn da đỏ
- Tỉnh Quebec (phía tây nam của Ngũ Đại Hồ)

Các thuộc địa và lãnh thổ của Anh đã trở thành một phần của Canada:
- Tỉnh Québec (phía đông bắc của Ngũ Đại Hồ)
- Tỉnh Nova Scotia
- Đảo St. John
- Thuộc địa của Newfoundland
- Vùng đất Rupert

## Các thuộc địa ở Caribe, gần Đại Tây Dương và Nam Mỹ vào năm 1783
Các đơn vị của Quần đảo Leeward thuộc Anh
- Saint Christopher (de facto thủ đô)
- Antigua
- Barbuda
- Quần đảo Virgin thuộc Anh
- Montserrat
- Nevis
- Anguilla

#### Đảo Jamaica và các lãnh thổ phụ thuộc nó
- Đảo Jamaica
- Honduras thuộc Anh
- Bờ biển Mosquito
- Quần đảo Bay
- Quần đảo Cayman

#### Các tài sản khác ở Tây Ấn thuộc Anh
- Thuộc địa Bahamas
- Thuộc địa Bermuda
- Đảo Barbados
- Đảo Grenada
- Đảo St. Vincent (tách khỏi Grenada năm 1776)
- Đảo Tobago (tách khỏi Grenada năm 1768)
- Đảo Dominica (tách khỏi Grenada năm 1770)

## Các quốc gia và vùng lãnh thổ ngày nay
| Các lãnh thổ hiện tại của "Mỹ thuộc Anh" | Địa điểm ngày nay                                                 | Địa điểm chi tiết | Dân số                        | Thủ đô        |
| ---------------------------------------- | ----------------------------------------------------------------- | --- | ----------------------------- | ------------- |
| Anguilla                                 | Caribe                                                            | Nó bao gồm các hòn đảo: Anguilla, Anguillita, Dog, Little Scrub, Prickly Pear, Sandy, Seal và Sombrero                                          | 18.800 hab.(2003)             | The Valley    |
| Bermuda                                  | Bắc Mỹ                                                            | Bao gồm hơn 150 hòn đảo; quan trọng nhất là: Main the Great Bermuda, Somerset), Ireland, Saint George, Saint Davids và Boaz                     | 64.482 hab. (2003)            | Hamilton      |
| Nam Georgia và Quần đảo Nam Sandwich     | Nam Đại Tây Dương                                                 | Bao gồm Quần đảo Nam Georgia và Nam Sandwich | 100 hab. (2003)               | Grytviken     |
| Quần đảo Cayman                          | Tây Bắc Jamaica, giữa Cuba và bờ biển Honduras                    | Chủ yếu bao gồm ba hòn đảo: Grand Cayman, Cayman Brac và Little Cayman                                                                          | 44.270 hab. (2005)            | George Town   |
| Quần đảo Falkland                        | Nam Đại Tây Dương                                                 | Nó bao gồm Quần đảo Caicos (Caicos miền Trung, Caicos Bắc, Caicos Nam và Đông, Providenciales và Caicos Tây) và Turks (Salt Cay, Đảo Gran Turk) | 2.967 hab. (2005)             | Stanley       |
| Quần đảo Turks và Caicos                 | Phía bắc đảo Hispaniola, nơi Haiti và Cộng hòa Dominica gặp nhau) | Bao gồm Quần đảo Caicos (Trung Caicos, Bắc Caicos, Nam và Đông Caicos, Tây Providenciales và Caicos) và Turks (Salt Cay, Đảo Gran Turk)         | População: 19.500 hab. (2003) | Cockburn Town |
| Quần đảo Virgin thuộc Anh                | Kênh đào Drake Drake, Đông Puerto Rico                            | Nó bao gồm hơn 50 hòn đảo; quan trọng nhất là: Tirtola, Virgin Gorda, Jost Van Dyke, Anegada, Đảo Peter và Salt Island                          | 21.730 hab. (2002)            | Road Town     |
| Montserrat                               | Phía đông nam của đảo Puerto Rico trong vùng biển Caribe          | Bao gồm đảo Montserrat | 9.245 hab. (2004)             | Plymouth      |